# Malapterurus murrayi
Malapterurus murrayi es una especie de peces de la familia Malapteruridae en el orden de los Siluriformes.

## Morfología
• Los machos pueden llegar alcanzar los 20,4 cm de longitud total.
- Número de  vértebras 37-39.[1]

## Hábitat
Es un pez de agua dulce.

## Distribución geográfica
Se encuentran en África: Ghana.